# Команды и организации в киновселенной Marvel
Кинематографическая вселенная Marvel (КВМ) — американская медиафраншиза и общая вселенная, сосредоточенная на супергеройских фильмах и других сериалах с участием различных супергероев производства Marvel Studios, основанных на персонажах, которые появляются в американских комиксах от издательства Marvel Comics. Общая вселенная, очень похожая на оригинальную Вселенную Marvel из комиксов, была создана путём пересечения общих сюжетных элементов, мест действия, актёрского состава и персонажей. В ходе выпуска фильмов и связанных с ними медиа (таких как мини-сериалы Disney+) было сформировано несколько команд и организаций, каждая из которых преследовала различные цели и задачи.

## Команды и фракции

### Валькирии
Вальки́рии — группа асгардских женщин-воинов, которые служили под началом Одина. Описанные Тором как «легенды» Валькирии поклялись защищать трон и летают на крылатых конях. Во время одной из их миссий они были посланы Одином в Хель, чтобы помешать его дочери Хеле сбежать. Однако Хела в одиночку убила всех Валькирий, кроме одной, прежде чем Один прибыл и остановил её. Глубоко травмированная этим опытом единственная выжившая Валькирия покидает Асгард и становится охотником за головами, служа Грандмастеру на Сакааре в качестве «Сталкера 142».
Они появились в фильме «Тор: Рагнарёк».

### Воинственная Троица
Вои́нственная Тро́ица — группа асгардских воинов/искателей приключений, состоящая из Огуна, Фандрала и Вольштагга, причём роль Фандрала ранее исполнял Джошуа Даллас, роль Огуна — Таданобу Асано, а роль Вольштагга — Рэй Стивенсон. Они часто сражаются бок о бок с Тором и Леди Сиф. Закари Ливай позже заменил Джошуа Далласа в роли Фандрала. В конечном счёте они были убиты Хелой во время её захвата Асгарда.
Они появились в фильмах «Тор», «Тор 2: Царство тьмы» и «Тор: Рагнарёк».

### Воющие Коммандос
Вою́щие Комма́ндос — элитное боевое подразделение, которое возглавлял Капитан Америка во время Второй мировой войны. В конце войны и после очевидной кончины Капитана Америки их подразделение продолжало действовать, и его возглавлял Дум-Дум Дуган. Они впервые представлены в фильме «Первый мститель». Состояли из людей, освобождённых Роджерсом из лагеря «Гидры» для военнопленных. В их число входят Баки Барнс, Дум-Дум Дуган, Гейб Джонс, Джеймс Монтгомери Фэлсворт, Джим Морита и Жак Дернье. В сериале «Агенты „Щ.И.Т.“» команда использует старое оборудование Воющих Коммандос, предоставленное агентом Антуаном Триплеттом, внуком одного из Воющих Коммандос. Дуган и Морита также возвращаются во флэшбэках, где их возглавляет Пегги Картер. Они также появляются в сериале «Агент Картер». Наряду с Дум-Дум Дуганом, среди других участников, которые появляются, есть Счастливчик Сэм Сойер, Джуниор Джунипер и Пинки Пинкертон.
Они появились в фильме «Первый мститель» и сериале «Агент Картер».

### Дети Таноса
Де́ти Та́носа — элитная команда могущественных личностей, которые использовали свои способности, чтобы служить своёму приёмному отцу Таносу. Будучи злобными генералами Таноса, они помогали ему в его миссии по поиску и использованию силы Камней Бесконечности. Танос усыновил шестерых известных детей: Эбони Мо, Проксиму Миднайт, Корвуса Глэйва, Кулла Обсидиана, Гамору и Небулу, и обучил их способам боя, превратив каждого из них в смертоносного воина. На протяжении многих лет Гамора и Небула нападали на Таноса, в то время как остальные его дети продолжали верно служить ему. В 2018 году, как только Танос начал свой крестовый поход за шестью Камнями Бесконечности, он отправляет их на Землю, чтобы заполучить Камни Времени и Разума. Мо и Обсидиан пытаются заполучить первый камень из Глаза Агамотто Доктора Стрэнджа, в то время как Глэйв и Проксима пытаются украсть второй у Вижна, но каждый из них убит членами Мстителей. Пять лет спустя альтернативные версии Детей Таноса из 2014 года путешествуют во времени в 2023 год и участвуют в битве между силами Таноса и Мстителями, Стражами Галактики, мастерами мистических искусств и Опустошителями. Обсидиан и Глэйв убиты во время битвы, в то время как Мо и Проксима распадаются в прах после того, как Старк щёлкает пальцами, чтобы использовать Камни Бесконечности.
Они появились в фильмах «Мстители: Война бесконечности» и «Мстители: Финал».

### Дора Миладже

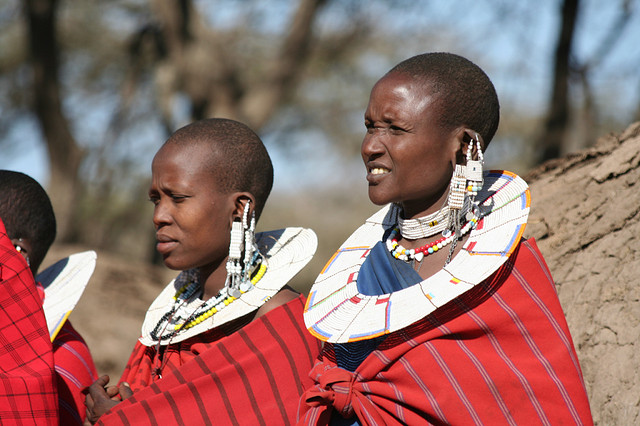
Народ Масаи из Кении вдохновил около 80 % дизайна Доры Миладже.

До́ра Мила́дже, также известная просто как Дора — элитная организация женщин-телохранителей и спецназа Ваканды. Нынешним генералом является Окойе. Флоренс Касумба исполняет роль Айо, члена Доры Миладже, в фильме «Первый мститель: Противостояние», где она появляется в качестве стражи Т’Чаллы. Затем они появляются в «Чёрной пантере». Флоренс Касумба вернулась к своей роли, Данай Гурира исполняет роль Окойе, а Сидель Ноэль — роль Холисвы, в то время как роли неназванных членов Доры Миладже исполнили Мария Эбни, Джанеша Адамс-Гиньярд, Мария Ипполит, Мари Морум, Женель Стивенс, Зола Уильямс, Кристин Холлингсворт и Шонетт Рене Уилсон. После того, как Киллмонгер захватывает Ваканду и, по-видимому, убивает Т’Чаллу, Дора Миладже неохотно поддерживает его, поскольку они должны оставаться верными трону. После возвращения Т’Чаллы Дора Миладже сражается с Киллмонгером, хотя в драке была убита Холисва. В 2018 году Дора Миладже присоединяется к Мстителям в защите Ваканды от сил Таноса, и они снова сражаются с силами Таноса в 2023 году. В 2024 году, после того, как Баки Барнс вытаскивает Гельмута Земо из тюрьмы, Дора Миладже преследуют последнего и в конечном итоге захватывают его, прежде чем отправить его в Рафт. Айо советует Барнсу не возвращаться в Ваканду в течение некоторого времени, хотя ему удаётся попросить их создать костюм для Сэма Уилсона.
Они основаны на амазонках из Дагомеи.
Они появились в фильмах «Первый мститель: Противостояние», «Чёрная пантера», «Мстители: Война бесконечности» и «Мстители: Финал»; а также в телесериале Disney+ «Сокол и Зимний солдат».

### Другие
«Другие» — команда сопротивления, в которую входят Электра Начиос, Эрик Брукс / Блэйд, Реми Лебо / Гамбит и Лора Кинни / Икс-23. Появляется в фильме «Дэдпул и Росомаха» (2024), где оказываются на границе земель Мультивселенной, и их встречают Уэйд Уилсон / Дэдпул и Логан / Росомаха с предложением Уэйда объединиться.
Уилсон, Логан и Другие проводят битву с Кассандрой Новой и её мутантами, в которой команда разделяется: Логан и Уилсон отправляются к Нове, а остальные начинают сражение. В результате битвы Икс-23 убивает Джаггернаута, и Уилсон с помощью его шлема блокирует способности Новы. В конце фильма Других возвращают в их временные линии по просьбе Уилсона, дальнейшая судьба неизвестна.

### Звёздная сила
«Звёздная си́ла» — элитная военная оперативная группа, состоящая из опытных воинов Крии, возглавляемых Йон-Роггом на службе империи Крии. Верс, Корат, Миннь-Эрва, Атт-Ласс и Брон-Чар входят в команду, и их возглавляет Йон-Рогг. Впервые видно, как группа отправляется на планету Торфа, чтобы спасти разведчика Крии по имени Со-Ларр. Это приводит к засаде скруллов во главе с Талосом, в результате чего Верс попадает в плен. Когда Верс сбегает на Землю и вступает в контакт с Йон-Роггом, «Звёздная сила» направляется на Землю. После переговоров с Талосом и обнаружения беженцев-скруллов, которых спрятала Мар-Велл, «Звёздная сила» прибывает и берёт скруллов, Ника Фьюри, Марию Рамбо и Гусю в плен, в то время как Верс, в своей восстановленной личности Кэрол Дэнверс, находится в передаче с Высшим Разумом. После освобождения и перегрева имплантата, который ограничивал её способности, Кэрол Дэнверс сражается с «Звёздной силой» и солдатами Крии вместе с ними, чтобы спасти Ника Фьюри, Марию Рамбо и скруллов, в результате чего большинство противостоящих Крии либо убиты, либо выведены из строя.
Они впервые появились в фильме «Капитан Марвел».

### Мстители

Эмблема Мстителей

Мсти́тели — центральная команда основных супергероев «Саги Бесконечности» в Кинематографической вселенной Marvel. Созданная Ником Фьюри и возглавляемая, главным образом, Стивом Роджерсом команда представляет собой организацию, базирующуюся в США, состоящую, в основном, из сотрудников со сверхспособностями, приверженных защите мира от угроз. Мстители действуют в штате Нью-Йорк; начиная с Башни Мстителей в Среднем Манхэттене, а затем из Базы Мстителей в северной части штата Нью-Йорк.
Об их появлении намекалось в фильме 2008 года «Железный человек», в котором Ник Фьюри упоминал об «Инициативе „Мстители“» в сцене после титров. Команда впервые появляется в «Мстителях» (2012), состоящая из Тони Старка, Стива Роджерса, Тора Одинсона, Брюса Бэннера, Наташи Романофф и Клинта Бартона. Состав, изображённый Джоссом Уидоном, был, в основном, взят из Абсолютных из «Ultimate Marvel», за исключением двух классических основателей, Великана и Осы. В фильме «Мстители: Эра Альтрона» Джеймс Роудс, Сэм Уилсон, Вижен и Ванда Максимофф присоединяются к Мстителям в новом составе команды, возглавляемой Роджерсом. В фильме «Первый мститель: Противостояние» Мстители разделяются на две команды, одну из которых возглавляет Роджерс, а другую — Старк. В фильме «Мстители: Война бесконечности» Мстители сражаются с Таносом, и Старк официально делает Питера Паркера членом команды. В фильме «Мстители: Финал», через пять лет после событий Войны Бесконечности, Небула, Ракета, Кэрол Дэнверс и Скотт Лэнг также присоединяются к Мстителям.
Мстители появляются в фильмах «Мстители», «Мстители: Эра Альтрона», «Первый мститель: Противостояние», «Мстители: Война бесконечности», «Капитан Марвел» и «Мстители: Финал»; а также в сериале Disney+ «Локи» (архивные кадры). Отдельные члены Мстителей являются центральными персонажами в большинстве фильмов КВМ.

### Команда Кассандры Новы
Команда антагонистов из фильма «Дэдпул и Росомаха», возглавляемая Кассандрой Новой (сестра-близнец Чарльза Ксавьера), в состав которой вошли Джон Аллердайс / Пиро, Виктор Крид / Саблезубый, Кейн Марко / Джаггернаут, Фридерик Дюкс / Пузырь, Русский, Азазель, Юрико Ояма / Леди Смертельный Удар, Псайлок, Жаба, Меченый, Каллисто и женская версия Малыша Омеги.

### Иллюминаты
«Иллюмина́ты» — тайная команда людей со сверхспособностями, собранная для защиты Земли от всесторонних угроз. Альтернативная версия команды появляется на Земле-838. В данной вселенной альтернативная версия Доктора Стивена Стрэнджа собирает команду для отслеживания и нейтрализации угроз как их Вселенной, так и Мультивселенной. Лидером команды объявляется Чарльз Ксавьер / Профессор Икс, в состав команды также вошли Пегги Картер / Капитан Картер, Рид Ричардс / Мистер Фантастик, Мария Рамбо / Капитан Марвел и Блэкагар Болтагон / Чёрный гром. Когда над миром нависает угроза Таноса, Стивен Стрэндж начинает поиски спасения с помощью книги «Даркхолд», в результате вызывав «сопряжение», что уничтожило один из миров. Найдя книгу Вишанти, команда смогла убить Таноса, после чего Стивен помещает книгу в измерение между мирами. Однако Стивен Стрэндж становится опасен для их мира, в результате чего команда принимает решение убить Стивена. После этого место Стрэнджа в команде занимает Карл Мордо. В определённое время на Землю-838 попадает Стивен Стрэндж с Земли-616 и Америка Чавес. Найдя Санктум Санкторум, Стивен и Америка арестовываются Карлом Мордо и отправляются в Фонд Бакстера. Представ перед командой, Стивен узнаёт о гибели своей альтернативной версии, после чего на организацию нападает Ванда Максимофф / Алая Ведьма с Земли-616 в теле Ванды-838. В конечном итоге, Ванда убивает всех участников команды, за исключением Карла Мордо.
Впервые альтернативная версия команды «Иллюминаты» появляется в фильме «Доктор Стрэндж: В мультивселенной безумия» (2022).

### Совет Кангов
Сове́т Ка́нгов — это собрание многочисленных альтернативных версий Канга Завоевателя в мультивселенной. Управляют Советом три альтернативных версии Канга — Иммортус, Рамма-Тут и Алый Центурион. Совет собирается с целью решения судьбы жителей мультивселенной из-за их действий и убийства Канга Завоевателя.
Впервые Совет Кангов появляется в сцене после титров фильма «Человек-муравей и Оса: Квантомания» (2023).

### Кландестины
Кландести́ны (Клан Судьбы) — группа сверхлюдей, которые сотню лет назад были изгнаны из измерения Нур, состоящая из Наджмы, лидера клана, Фарихи, Аадама, Селима, Аишы и Камрана, сына Наджмы. Много лет кландестины преследовались Красными кинжалами, потому что действия Клана по переходу в родное измерение могли разрушить Земное измерение. На Земле Клан Судьбы был прозван как джинны, аджнаби, маджнун и незримые.
Они появились в сериале «Мисс Марвел».

### Отомстители
Отомсти́тели — команда бывших заключённых с Сакаара, собранная Тором, чтобы сбежать с планеты и победить Хелу. Команда состоит из Тора, Локи, Халка, Валькирии, Корга и Мика. За исключением Локи, которого задушил Танос, команда переживает Рагнарёк и нападение на «Властителя».
Они появились в фильме «Тор: Рагнарёк» и сериале Disney+ «Локи» (архивные кадры).

### Салемский ковен
Сале́мский ко́вен — ковен ведьм, базировавшийся в Салеме, Массачусетс. В 1693 году, во время процессов над салемскими ведьмами, ковен привёл в лес одну из своих участниц, Агату Харкнесс. Она умоляла пощадить её, но была привязана к деревянному столбу магическими узами. Эванора Харкнесс, её мать, спросила, не ведьма ли она, в чём Агата призналась. Эванора ответила, сказав, что она предала свой ковен и украла знания выше своего места, и что она практиковала самую тёмную магию, что Агата отрицала. Ведьмы пытались убить Агату энергетическими лучами, пока Агата умоляла Эванору. Агата продолжала плакать, пока её силы не взяли верх, и затем она обратила действие лучей на ведьм и убила их. Агата освободилась от столба и убила Эванору, прежде чем снять брошь с трупа матери и улететь.
Он появился в сериале Disney+ «Ванда/Вижн».

### Команда Стакара Огорда
Кома́нда Стака́ра Ого́рда — команда Опустошителей, возглавляемая Стакаром Огордом. Среди других участников были Йонду Удонта, Алета Огорд, Чарли-27, Мартинекс, Мейнфрейм и Кругарр. В конце концов, команда распалась, но была воссоединена после смерти их бывшего товарища по команде Йонду.
Они появились в фильмах «Стражи Галактики. Часть 2» и «Стражи Галактики. Часть 3».

### Стражи Галактики
Стра́жи Гала́ктики — банда преступников, которые объединились, чтобы защитить галактику от угроз. Основателями группы являются Звёздный Лорд, Гамора, Дракс, Ракета и Грут. Позже состав команды расширяется за счёт присоединения Мантис, в то время как Йонду Удонта и Небула временно помогают в их борьбе с Эго. Краглин также помогает команде в финальном противостоянии. Четыре года спустя они помогают Тору и Мстителям противостоять Таносу в его попытке собрать шесть Камней Бесконечности. Таносу удаётся собрать все Камни, убив при этом Гамору, и он уничтожает половину всей жизни во вселенной, а среди его жертв оказались Звёздный Лорд, Дракс, Мантис и Грут, и только Ракета и Небула оказались не тронуты. После того, как Танос уничтожил Камни и был казнён Тором, Ракета и Небула помогают Мстителям отправиться назад во времени, чтобы заполучить Камни Бесконечности из прошлого. Им это удаётся, но Танос из 2014 года узнаёт о присутствии этой другой Небулы и захватывает её, отправляя Небулу 2014 года в настоящее на место первой. Небула 2014 года перетаскивает Таноса в настоящее, где он разрушает штаб-квартиру Мстителей, чтобы заполучить Камни, дабы убить всю вселенную. Небула успешно убеждает Гамору 2014 года присоединиться к ней в битве с Таносом и убивает её вариант 2014 года, хотя Гамора 2014 года не имеет эмоциональной связи с Квиллом. Объединённым силам Мстителей, Стражей и всех их союзников удаётся отразить его силы и убить Таноса раз и навсегда. После этого Тор присоединяется к Стражам, язвительно замечая, что теперь они «Асгардцы Галактики», и в шутку спорит со Звёздным Лордом о командовании бывшими Стражами. В августе 2022 года вышла серия короткометражных фильмов, посвящённых Груту: «Я есть Грут». Тор покидает команду после получения сигнала бедствия от Сиф. Через некоторое время к стражам присоединяются Краглин и Космическая собака Космо. Стражи объединяются с Гаморой из 2014 в борьбе против Высшего Эволюционера. После победы над ним Гамора возвращается к Опустошителям; Питер Квилл возвращается на Землю к своему деду; Дракс с Небулой остаются на Забвении; Мантис отправилась путешествовать вместе с Абилисками, а к стражам присоединился Адам Уорлок.
Они появились в фильмах «Стражи Галактики», «Стражи Галактики. Часть 2», «Мстители: Война бесконечности», «Мстители: Финал», «Тор: Любовь и гром», «Стражи Галактики: Праздничный спецвыпуск» и «Стражи Галактики. Часть 3».

### Стражи Мультивселенной
Стра́жи Му́льтивселе́нной — вре́менная команда из 7 альтернативных версий персонажей, собранных Наблюдателем для борьбы против альтернативной версии Альтрона, захватившей Мультивселенную.
Состав команды: Капитан Картер, Звёздный Лорд (Т’Чалла), Верховный Доктор Стрэндж, Киллмонгер, Весельчак Тор, Военачальник Гамора и позднее Наташа Романофф.
Команду Наблюдатель собирает из различных альтернативных реальностей из-за действий альтернативной версии Альтрона, захватившей Мультивселенную, разрушая миры. Первым Наблюдатель завербовывает Верховного Стрэнджа и просит его помочь ему собрать команду. Создав бар с помощью магии, Стрэндж и Наблюдатель собирают в нём команду.
Собрав команду, Наблюдатель представляется и сообщает группе, что вызвал их, дабы сразиться против альтернативной версии Альтрона, который разрушил свою собственную вселенную с помощью Камней Бесконечности и захватил Мультивселенную. Он называет группу «Стражами Мультивселенной» и, обсудив план атаки, команда решает забрать Камни у Альтрона и уничтожить их с помощью «Крушителя Бесконечности» Гаморы — устройства, которое превратит Камни в ничто. Затем они перемещаются во вселенную, где нет разумной жизни, чтобы подготовиться к битве.
Тор случайно привлекает внимание Альтрона. Начинается битва. Т’Чалла крадёт Камень Души у Альтрона. Стрэндж телепортирует орду зомби, сбрасывая их сверху на Альтрона, позволяя команде сбежать в его родную вселенную, где они сталкиваются с Наташей Романофф из этой реальности, в результате чего она также примыкает к команде.
Команда схватывает Альтрона, а Гамора использует «Крушитель Бесконечности» из своей вселенной в попытке уничтожить Камни Бесконечности Альтрона, однако у неё не выходит, поскольку устройство и Камни из разных вселенных. Альтрон снова вступает в бой с командой и начинает их побеждать. Но Наташа при поддержке Пегги, напавшей на робота сзади, стреляет в него из лука Клинта Бартона стрелой, содержащей искусственный интеллект Арнима Зола, и попадает Альтрону в глаз. Зола уничтожает Альтрона изнутри.
Киллмонгер надевает на себя броню Альтрона и забирает Камни Бесконечности, говоря команде, что они могут использовать эту силу, чтобы «исправить их миры», но группа отказывается. Пока Киллмонгер готовится напасть, Зола реактивирует тело Вижена и сражается с Киллмонгером за контроль над Камнями. Стрэндж и Наблюдатель запечатывают Золу и Киллмонгера в отдельное карманное измерение, за которым Стрэндж соглашается присматривать в своей разрушенной вселенной.
После победы над Альтроном все участники команды возвращаются обратно в свои вселенные, при этом Наблюдатель перемещает Наташу в реальность, где погибли Мстители.

### Центр управления стратегическими операциями
Кома́ндный центр стратеги́ческих опера́ций — специальная оперативная группа во главе с Таддеусом Россом, целью которой было выследить Халка. Будучи частью армии США, Центр выследил Бэннера в Рио-де-Жанейро, Бразилия, и попытался арестовать его, но Бэннер превращается в Халка, и ему удаётся сбежать. Затем Центр противостоит Халку в колледже Грейбёрн и арестовывает Бэннера, но вынужден стать временным союзником с ним во время его борьбы с Мерзостью в Гарлеме.
Он появился в фильме «Невероятный Халк».

## Компании

### Агентство инновационной механики
Агентство инновационной механики, более известной под аббревиатурой А.И.М. — компания по научным исследованиям и разработкам, основанная Олдричем Киллианом. В 1999 году Киллиан попытался завербовать Тони Старка, но потерпел неудачу, и вместо этого к нему обратилась Майя Хансен, которая согласилась присоединиться к организации и разработать технологию генетических манипуляций Экстремис. За эти годы А.И.М. собрало армию солдат Экстремис, но многие из них стали нестабильными и взорвались. Чтобы скрыть несчастные случаи, Киллиан нанял несостоявшегося актёра Тревора Слэттери, чтобы тот выдал себя за Мандарина и взял на себя ответственность за «нападения». Действия Мандарина в конечном итоге привлекли внимание Тони Старка, чей особняк позже был разрушен А.И.М., в то время как Киллиан похитил президента США Мэттью Эллиса. Киллиана в конечном счёте останавливают Старк и Джеймс Роудс, а затем его убивает Пеппер Поттс.
Оно впервые появилось в фильме «Железный человек 3».

### Bishop Security
«Bishop Security» — охранная компания Нью-Йорка, принадлежащая и управляемая семьёй Бишоп.
Впервые появилась в сериале «Соколиный глаз» Disney+.

### П.И.Р.
«П.И.Р.» (англ. F.E.A.S.T.; Food, Emergency Aid, Shelter & Training) — американская некоммерческая благотворительная организация. В 2024 году Мэй Паркер работала в «П.И.Р.е», чтобы накормить бедных и голодных в Нью-Йорке.
Впервые организация появилась в фильме «Человек-паук: Нет пути домой».

### Goodman, Lieber, Kurtzberg & Holliway
Goodman, Lieber, Kurtzberg & Holliway, более известная под аббревиатурой GLK&H — американская юридическая фирма, работающая в Нью-Йорке и Лос-Анджелесе.
Данная фирма впервые появилась в сериале «Женщина-Халк: Адвокат».

### Hammer Industries
«Hammer Industries» — американская компания по производству оружия, ранее возглавляемая Джастином Хаммером, до его ареста на выставке Старк Экспо. После беспрецедентного заявления Тони Старка о том, что его компания больше не будет производить оружие, «Hammer Industries» получила контракт на поставку оружия для Вооружённых сил США. Однако, несмотря на его заявления, большая часть оружия, производимого в «Hammer Industries», является дефектным или слабым.
Она впервые появилась в фильме «Железный человек 2».

### Pym Technologies
«Pym Technologies» — многонациональная технологическая и научно-исследовательская компания, основанная Хэнком Пимом, а позже возглавленная его протеже Дарреном Кроссом. После своего ухода из «Щ.И.Т.» Пим основал компанию для изучения квантовой механики, но позже Кросс и его дочь Хоуп ван Дайн проголосовали за его выход из его собственной компании. Одержимый воссозданием легендарных частиц Пима, Кросс в конце концов преуспел и создал костюм Жёлтого шершня, надеясь продать его военным или террористическим организациям и планируя переименовать компанию в «Cross Technologies». В конечном счёте его остановили Пим, ван Дайн и Скотт Лэнг, а штаб-квартира компании была разрушена. Хоуп ван Дайн позже вернула компанию, которая начала использовать частицы пима для глобальных изменений. Теперь она называется «PYMvanDYNE».
Она появилась в фильмах «Человек-муравей» и «Человек-муравей и Оса: Квантомания».

### Roxxon Corporation
Roxxon Corporation — крупный промышленный конгломерат, который часто вступает в конфликт с «Щ.И.Т.ом» и другими супергероями из-за своей готовности использовать неэтичные методы.
Он появился в фильмах «Железный человек», «Железный человек 2» и «Железный человек 3»; в короткометражке «Забавный случай по дороге к молоту Тора» из серии Marvel One-Shots; а также в сериалах ABC «Агенты „Щ.И.Т.“» и «Агент Картер», сериале Netflix «Сорвиголова», сериале Freeform «Плащ и Кинжал», сериале Hulu «Хелстром» и сериале Disney+ «Локи».

### Stark Industries
«Stark Industries» — компания, основанная Говардом Старком, а позже переданная Тони Старку. Во время Второй мировой войны молодой Говард Старк помогает Стратегическому Научному Резерву в их программе «Суперсолдат» и оказывает ключевую помощь Стиву Роджерсу и агенту Пегги Картер. Логотип «Stark Industries» изменён в соответствии с периодом 1940-х годов. Когда Тони становится генеральным директором, компания украшается логотипом, похожим на логотипы Northrop Grumman и Lockheed Martin, и рекламируется как разрабатывающая многие из тех же систем вооружения, за разработку которых отвечает/отвечал Lockheed Martin, такие как F-22 Raptor и F-16 Fighting Falcon. После смерти Говарда, отца Тони, Обадайя Стейн становится генеральным директором, а позже отрекается от должности, когда Тони становится достаточно взрослым, чтобы управлять компанией. После возвращения Старка из Афганистана он объявляет, что закрывает оружейное подразделение компании, в результате чего акции компании упали примерно на 40,7 %.
В 2010 году Пеппер Поттс, любовница и будущая жена Старка, становится генеральным директором компании. «Stark Industries» впервые с 1974 года провела знаменитую выставку Старк Экспо во Флашинг-Медоус. В 2012 году Тони Старк открывает Башню Старка в Нью-Йорке. После вторжения читаури почти все буквы, образующие слово «СТАРК» на боковой стороне башни, отваливаются, оставляя только букву «А», отражающую эмблему Мстителей, которая позже заменит надпись. В 2013 году Пеппер по-прежнему является генеральным директором «Stark Industries», а Хэппи Хоган — главой службы безопасности. Хэппи обращается к секретарше за кадром по имени Бэмби, ссылаясь на Бэмби Арбогаст. Позже утверждается, что компания разработала крылатое лётное оборудование Сэма Уилсона, а также переработанные двигательные установки хеликэриэров. После того, как «Щ.И.Т.» распался, Мария Хилл, как видно, претендует на должность в отделе кадров «Stark Industries».
Компания также оказывает негативное влияние, поскольку Ванда и Пьетро Максимофф вспоминают своё детство в вымышленной стране Заковия, где квартира, в которой жила семья Максимофф, была атакована миномётными снарядами производства «Stark Industries», убившими их родителей. Это оказывается основой их ненависти к Старку.
Бывший склад «Stark Industries» позже становится новой штаб-квартирой Мстителей. В 2018 году стало известно, что Контроль последствий является совместным предприятием «Stark Industries» и правительства США по очистке Нью-Йорка после вторжения в 2012 году. В 2023 году группа недовольных бывших сотрудников «Stark Industries» во главе с Квентином Беком создаёт сфабрикованного супергероя по имени Мистерио, используя технологию «Stark Industries».
Она появилась в фильмах «Железный человек», «Невероятный Халк», «Железный человек 2», «Первый мститель», «Мстители», «Железный человек 3», «Первый мститель: Другая война», «Мстители: Эра Альтрона», «Человек-муравей», «Первый мститель: Противостояние», «Человек-паук: Возвращение домой», «Мстители: Война бесконечности», «Мстители: Финал» и «Человек-паук: Вдали от дома»; короткометражке «Консультант» от Marvel One-Shots; а также сериалах ABC «Агенты „Щ.И.Т.“» и «Агент Картер» и сериале Disney+ «Ванда/Вижн».

### TheDailyBugle.net
TheDailyBugle.net — сенсационное новостное издание со штаб-квартирой в Нью-Йорке, ведущее Дж. Джоной Джеймсоном. В 2024 году сайт опубликовал поддельные кадры, уличающие Человека-паука в смерти Мистерио, и раскрыл его тайную личность как Питера Паркера.
Оно появилось в фильмах «Человек-паук: Вдали от дома» и «Человек-паук: Нет пути домой».

### WHIH World News
WHIH World News — телевизионная сеть и дочерняя компания VistaCorp, которая сообщает политические, научные и развлекательные новости. Её программу «WHIH Newsfront» ведут Кристин Эверхарт и Уилл Адамс. На протяжении многих лет в неё освещались истории о бомбёжках Заковии, пресс-конференции Тони Старка «Я — железный человек», церемонии открытия Старк Экспо 2011 года, столкновении между Халком и военными в Калверский университет, последствиях восстания «Гидры», размышлениях Уилсона Фиска о Сорвиголове, битве при Заковии, вторжении Скотта Лэнга в VistaCorp, создании Особой Группы по Предотвращению Угрозы (ОГПУ), возрождении Дэнни Рэнда, интервью с доктором Стивен Стрэнджем, назначение Таддеуса Росса государственным секретарём, последствия инцидента в Лагосе, подписание Заковианского договора, возвращение Карателя, сообщениях об обнаружении нелюдей, деятельности Беглецов, нападении инопланетян в Нью-Йорке, всемирных торжествах после Скачка, назначении Джона Уокера новым Капитаном Америка и нападении Разрушителей флагов на Всемирный совет по восстановлению в Нью-Йорке.
Она появилась в фильмах «Невероятный Халк» и «Железный человек 2»; в сериалах ABC «Агенты „Щ.И.Т.“» и «Нелюди», в сериалах Netflix «Сорвиголова», «Джессика Джонс», «Люк Кейдж», «Железный кулак» и «Каратель», в сериале Hulu «Беглецы» и в сериалах Disney+ «ВандаВижен» и «Сокол и Зимний солдат»; и является основным фокусом веб-сериала «WHIH Newsfront», который служил вирусной маркетинговой кампанией для фильмов «Человек-муравей» и «Первый мститель: Противостояние».

### Консультанты по безопасности X-Con
Консультанты по безопасности X-Con — охранная компания, основанная Скоттом Лэнгом, Луисом, Дэйвом и Куртом. В то время как Скотт находится под домашним арестом за нарушение Заковианского договора, ей управляет Луис.
Она впервые появилась в фильме «Человек-муравей и Оса».

## Преступные организации

### Гидра
«Гидра» — бывший научно-исследовательский отдел Нацистской партии Адольфа Гитлера и тайная террористическая организация, ответственная за проникновение в «Щ.И.Т.» в наши дни. «Гидра» была создана Гитлером для разработки методов создания продвинутого оружия для победы во Второй мировой войне. Первоначально возглавляемая Иоганном Шмидтом, «Гидра» приобрела Тессеракт и провела над ним исследования, чтобы использовать энергию, которую он высвобождал, для усиления оружий. Преданность «Гидры» своим нацистским начальникам стала лишь поверхностной, поскольку Шмидт намеревался использовать потенциал Тессеракта для свержения Гитлера и, в конечном счёте, всего мира, полагая, что человечеству нельзя доверять его собственную свободу. Однако во время войны «Гидра» узнала, особенно благодаря нападениям Стива Роджерса на их операции, что человечество всегда будет бороться за свою свободу. После исчезновения Шмидта и успешных попыток Роджерса сорвать планы Шмидта по нападению на города по всему миру, «Гидра» потерпела поражение и пала. После окончания Второй мировой войны бывшие члены Стратегического Научного Резерва основали «Щ.И.Т.», который провёл операцию «Скрепка», во время которой вербовали бывших учёных «Гидры», имеющих стратегическое значение. В рамках этого процесса был завербован Арним Зола, который затем начал тайно реформировать «Гидру» внутри «Щ.И.Т.а». Действуя скрытно изнутри «Щ.И.Т.а», «Гидра» устраивала политические перевороты, войны (включая холодную войну) и убийства (включая убийства Говарда и Марии Старк), намереваясь дестабилизировать мировые правительства и заставить человечество отказаться от своей свободы в обмен на безопасность. Операции «Гидры» были позже разоблачены Роджерсом, как только пал «Щ.И.Т.», а их остатки были найдены и побеждены Мстителями и оставшимися агентами «Щ.И.Т.».
Она появилась в фильмах «Первый мститель», «Первый мститель: Другая война», «Мстители: Эра Альтрона», «Человек-муравей», «Первый мститель: Противостояние» и «Мстители: Финал»; а также в сериалах ABC «Агенты „Щ.И.Т.“» и «Агент Картер», а также в сериалах Disney+ «Ванда/Вижн» и «Сокол и Зимний солдат».

### Зилоты
Зилоты — сепаратистская фракция мастеров мистических искусств во главе с Кецилием. Кецилию и его оставшимся в живых ученикам было даровано бессмертие, о котором они мечтали всё это время. К несчастью для них, предупреждения, к которым они не прислушались, оказались верными, поскольку все трое были превращены в безмолвных и утащены в Тёмное измерение, обречённые на вечные мучения.
Они появились в фильме «Доктор Стрэндж».

### Интеллигенция
Интеллигенция — ультраправая преступная онлайн-организация, основанная Тоддом Фелпсом и другими влиятельными людьми, которые преследуют людей, принадлежащих к дискриминируемым группам.
Она появилась в сериале Disney+ «Женщина-Халк: Адвокат».

### Крушители
Крушители - преступная банда, состоящая из Крушителя, Громобоя, Бульдозера и Забивальщика, которые используют в качестве оружия Асгардские строительные инструменты. Их нанимает Тодд Фелпс для того, чтобы они напали на Джениффер и украли ее кровь, но их попытка оканчивается неудачей. Громобой, Бульдозер и Забивальщик также являются членами Интеллигенции, а Крушитель покинул банду, присоединился к ретритному центру Эмиля Блонски "Абомастэ" и подружился с Джениффер Уолтерс.
Они появились в сериале Disney+ «Женщина-Халк: Адвокат».

### Мародёры
Мародёры — группа космических пиратов, которые воспользовались разрушением Радужного моста в Асгарде и сеяли хаос в Девяти мирах, пока их не остановили Тор, Сиф, Воинственная Троица и эйнхерии.
Они появились в фильме «Тор 2: Царство тьмы».

### Мафия в трениках
Ма́фия в тре́никах — преступная организация, возглавляемая королём преступного мира Кингпином. В составе организации находятся русские преступники, работающие в красных спортивных костюмах. Имеет связь с Джеком Дюкейном, поскольку он является генеральным директором подставной компании «Sloan Limited», отмывающей деньги для «Мафии в трениках».
Впервые появляется в телесериале «Соколиный глаз» (2021) на платформе «Disney+».

### Опустошители
Опустошители — межзвёздный преступный синдикат, состоящий из воров, контрабандистов, преступников, бандитов, наёмников, охотников за головами и космических пиратов. По всей галактике существует почти сотня фракций Опустошителей, каждую из которых возглавляет независимый капитан. Их моральный кодекс гласит, что Опустошители не крадут у других Опустошителей и не торгуют детьми.
Они появились в фильмах «Стражи Галактики», «Стражи Галактики. Часть 2», «Мстители: Финал» и «Стражи Галактики. Часть 3».

### Разрушители флагов
Разрушители флагов — команда анархистов, которые выступают против всех форм национализма, полагая, что во время Скачка жизнь была лучше. Группа публикует сообщения на онлайн-форумах и оставляет подсказки по всему миру с помощью дополненной реальности. Под предводительством Карли Моргенто, её члены увеличили силу благодаря приёму Сыворотки суперсолдата, данной им Торговцем силой. В конце концов они пошли против Торговца силой, которым позже оказалась Шэрон Картер.
Они появились в сериале Marvel Studios «Сокол и Зимний солдат».

### Бывшие сотрудники «Stark Industries»
Бывшие сотрудники «Stark Industries» — группа недовольных бывших сотрудников «Stark Industries» под руководством Квентина Бека. В группу также входят такие члены, как Уильям Гинтер Рива, который служил в «Stark Industries» под руководством Обадайи Стейна. Группа специализируется на использовании М.О.Р.Г., технологии дополненной реальности, созданной Беком для Тони Старка, используя её для проецирования Бека как героя, известного как Мистерио, в победе над иллюзиями, известными как Элементалы.
Они появились в фильме «Человек-паук: Вдали от дома».

### Tivan Group
Tivan Group — мощная группа, возглавляемая Коллекционером. Ответственная за основание шахтёрской колонии Экзитар на Забвении, группа обладает огромной властью и авторитетом в преступном мире космоса.
Она появилась в фильмах «Тор 2: Царство тьмы», «Стражи Галактики» и «Мстители: Война бесконечности».

## Государственные учреждения

### Воинственные собаки
Воинственные собаки — спящие агенты, ответственные за тайные операции и сбор разведданных для Ваканды. Они заклеймены татуировкой на губах, чтобы идентифицировать себя когда их просят об этом. В 1992 году король Т’Чака навестил своего брата Н’Джобу в Окленде, Калифорния, где он служил в качестве Воинственной собаки. Раскрыв, что он послал Зури шпионить за ним, Т’Чака потребовал объяснить, почему Н’Джобу помог торговцу оружием с чёрного рынка Улиссу Кло украсть тайник с вибраниумом из Ваканды, прежде чем убить его, чтобы спасти жизнь Зури. В 2016 году член Воинственных собак Накия была спасена Т’Чаллой и Окойе во время выполнения миссии в Нигерии и доставлена обратно в Ваканду, чтобы присутствовать на похоронах Т’Чаки. Позже, после того, как Н’Джадака взошёл на трон Ваканды, он приказывает В’Каби доставить вибраниум Воинственным собакам, дислоцированным по всему миру, но некоторые оказали сопротивление.
Они появились в фильме «Чёрная пантера».

### Всемирный совет по восстановлению
Всемирный совет по восстановлению, сокращённо ВСВ — международная организация, созданная правительствами стран мира после Скачка, которая отвечает за управление ресурсами для беженцев, исчезнувших в результате Скачка.
Он появился в сериале Disney+ «Сокол и Зимний солдат».

### Контроль последствий
Департамент США по ликвидации разрушений, часто называемый просто Контролем последствий — правительственное учреждение, созданное с помощью «Stark Industries» для того, чтобы убрать ущерб после битвы за Нью-Йорк. Это выводит из бизнеса Bestman Salvage, компанию Эдриана Тумса.
Он появился в фильмах «Человек-паук: Возвращение домой» и «Человек-паук: Нет пути домой», а также в сериале «Мисс Марвел».

### Корпус Нова
Корпус Нова — межгалактические военные и полицейские силы империи Нова со штаб-квартирой на планете Ксандар. Во главе с Новой Прайм Корпус Нова изначально арестовывает Стражей Галактики на Ксандаре после того, как они вызывают общественные беспорядки, и отправляет их в охраняемую тюрьму Килн. Позже, во время битвы при Ксандаре, Корпус защищает Ксандар от Ронана Обвинителя вместе со Стражами, но почти полностью уничтожен Ронаном, использующим Камень Силы. После битвы Корпус в благодарность ликвидирует судимости каждого из Стражей, в то время как Сферу передают во владение Корпуса для сохранности. Четыре года спустя предполагалось, что Корпус Нова был уничтожен Таносом во время уничтожения Ксандара в поисках Камня Силы. Среди других известных членов Корпуса были Романн Дей и денариан Гартан Сал.
Киноверсия Корпуса Нова действует как традиционная полиция, без упоминания о Силе Нова. Когда его спросили о сольном фильме про Нову, Джеймс Ганн сказал: «Я думаю, что всегда есть шанс на фильм про Нову».
Он появился в фильме «Стражи Галактики».

### М.Е.Ч.
Отдел реагирования и наблюдения за разумным оружием, наиболее известный как «М.Е.Ч.» — разведывательное агентство, основанное Марией Рамбо. В 2020 году Рамбо умерла от рака, что побудило Тайлера Хейворда сменить её, став новым исполняющим обязанности директора. В соответствии с указаниями Хейворда, «М.Е.Ч.» заполучил труп Вижна и начал процесс его повторной активации. В 2023 году, через две недели после Скачка, Ванда Максимофф создала аномалию вокруг города Уэствью, Нью-Джерси, что побудило «М.Е.Ч.» послать одного из своих агентов, Монику Рамбо, чтобы помочь агенту ФБР Джимми Ву в расследовании этого дела. После того, как Рамбо случайно засосало внутрь аномалии, Хейворд и другие члены «М.Е.Ч.» создали временную базу реагирования за пределами города, привлекая Дарси Льюис для дальнейшего расследования аномалии. Позже Хейворд успешно активирует Вижна, подвергнув его воздействию энергии Ванды с дрона, и отправляет его внутрь аномалии, чтобы убить Максимофф и ложного Вижна. После напряжённой конфронтации между семьёй Максимофф, «М.Е.Ч.ом» и Агатой Харкнесс, Хейворд арестован, а Моника встречается со скруллом, выдающим себя за агента ФБР.
«М.Е.Ч.» изначально должен был появиться в «Торе» в удалённой сцене после титров, в которой Эрик Селвиг говорит Джейн Фостер и Дарси «перепроверить… с базой данных „М.Е.Ч.а“». Однако из-за осложнений с 20th Century Fox, которая в то время владела правами на членов «М.Е.Ч.» Локхида и Абигейл Бранд, сцена была вырезана. Творческая команда, стоящая за телешоу «Агенты „Щ.И.Т.“», намеревалась включить в него «М.Е.Ч.», но Marvel Studios отказала в разрешении.
Он появился в сериале Disney+ «Ванда/Вижн».

### С.А.Б.Л.Я.
Служба анализа биоформ и локальных языков, или сокращённо «С.А.Б.Л.Я.», — система воздушно-космической обороны, в которой работают люди и скруллы и которую возглавляет Ник Фьюри.
Она появлялась в фильмах «Человек-паук: Вдали от дома» и «Капитан Марвел 2», а также в сериале Disney+ «Секретное вторжение».

### Совет мировой безопасности
Совет мировой безопасности — международный совет, состоящий из политиков из некоторых самых могущественных стран мира, которые выполняют функции надзора за «Щ.И.Т.ом». Его заявленные цели заключаются в содействии сотрудничеству в области международного права, международной безопасности, экономического развития, социального прогресса, прав человека и достижения мира во всём мире.
Он появился в фильмах «Мстители» и «Первый мститель: Другая война».

### Стратегический Научный Резерв
Стратегический Научный Резерв, или СНР — сверхсекретное военное агентство союзников во время Второй мировой войны, основанное Честером Филлипсом, Говардом Старком и Пегги Картер по приказу Франклина Д. Рузвельта. Он базировался в Лондоне. Позже он был заменён на «Щ.И.Т.», а все операции взял на себя Ник Фьюри.
Он появился в фильме «Первый мститель» и сериале ABC «Агент Картер».

### Щ.И.Т.
Шестая Интервенционная Тактико-оперативная Логистическая Служба, более известная как «Щ.И.Т.» — разведывательное агентство, основанное Пегги Картер, Говардом Старком и Честером Филлипсом после Второй мировой войны в качестве преемника Стратегического Научного Резерва. В начале 21 века Ник Фьюри был назначен на должность директора секретарём Александром Пирсом, который тайно работал на «Гидру». В 2010 году агента Фила Колсона послали поговорить с Тони Старком и Пеппер Поттс после его похищения в Афганистане, но прежде чем он смог это сделать, Старк вступил в бой с Обадайей Стейном в усовершенствованном бронированном костюме. Позже, на пресс-конференции, Старк публично объявляет себя «Железным человеком», побуждая Фьюри подойти к нему и обсудить «Инициативу „Мстители“». «Щ.И.Т.» также был вовлечён в нападение армии беспилотных дронов на Старк Экспо, следил за деятельностью доктора Брюса Бэннера, стал свидетелем прибытия Тора в Пуэнте-Антигуо, Нью-Мексико, и нашёл давно потерянное тело Капитана Америки. В 2012 году Фьюри собрал команду, которая состояла из шести выдающихся личностей, известных как Мстители, в ответ на кражу Тессеракта Локи, что в итоге приводит к битве за Нью-Йорк. После инцидента Фьюри тайно возрождает Колсона (которого убил Локи) благодаря Проекту Т.А.И.Т.И., в то время как Роджерс присоединяется к «Щ.И.Т.у». Во время восстания «Гидры» было обнаружено, что «Гидра» тайно проникала в «Щ.И.Т.» в течение многих лет, кульминацией чего стало уничтожение Трискелиона, трёх хеликэриэров и проекта «Озарение», а также крах как «Щ.И.Т.а», так и «Гидры». «Щ.И.Т.» был тайно возрождён Филом Колсоном, и он помогал Мстителям во время битвы при Заковии.
Он появился в фильмах «Железный человек», «Невероятный Халк», «Железный человек 2», «Тор», «Первый мститель», «Мстители», «Первый мститель: Другая война», «Мстители: Эра Альтрона», «Человек-муравей», «Человек-муравей и Оса», «Капитан Марвел», «Мстители: Финал» и «Чёрная вдова»; в короткометражных фильмах «Консультант», «Забавный случай по дороге к молоту Тора», «Образец 47» и «Агент Картер» от Marvel One-Shots; а также в сериале ABC «Агенты „Щ.И.Т.“».

#### У.Д.А.Р.
У.Д.А.Р. — подразделение «Щ.И.Т.а», возглавляемое Стивом Роджерсом, но в которое также проникли кроты «Гидры», такие как Брок Рамлоу. В записях «Щ.И.Т.» в «Мстителях» можно бегло увидеть, что Наташа Романофф и Клинт Бартон были партнёрами в команде У.Д.А.Р. Delta.
Он появился в фильмах «Первый мститель: Другая война» и «Мстители: Финал».

## Другое

### Мастера мистических искусств
Мастера мистических искусств — орден магов, посвящённый защите мира от мистических угроз. Они возникли во времена Агамотто и на протяжении веков развивались в своей нынешней форме. Известными нынешними и бывшими членами ордена являются Стивен Стрэндж, Вонг, Древняя, Карл Мордо, Кецилий, Джонатан Пэнгборн, Дэниел Драмм, Хамир, Тина Минору и Сол Рама.
Они появились в фильмах «Доктор Стрэндж», «Мстители: Война бесконечности», «Мстители: Финал» и «Доктор Стрэндж: В мультивселенной безумия».

### Управление временными изменениями

Эмблема организации «Управление временными изменениями»

Управление временными изменениями, более известное под аббревиатурой УВИ — организация, созданная Тем, кто остаётся (вариант Канга Завоевателя), которая следит за различными временными линиями Мультивселенной, включая сохранение Священной линии времени. В альтернативном 2012 году, созданном Хрононалётом Мстителей, Локи сбежал из Башни Старка с Тессерактом после своего поражения, что привело к тому, что УВИ взяло его под стражу. В его состав входят Равонна Ренслейер, Охотник В-15, Мобиус М. Мобиус, Охотник С-20 и различные минитмены. Позже Сильвия рассказывает Локи, что все агенты УВИ являются вариантами, взятыми из разных времён. Отель Atlanta Marriott Marquis был использован в качестве штаб-квартиры УВИ.
Оно появилось в сериале Disney+ «Локи» и в фильме «Дэдпул и Росомаха».

### Эйнхерии
Эйнхерии — армия Асгарда, которая служит асгардскому трону со времён Бёра. На протяжении тысячелетий они сражались с Тёмными эльфами, Ледяными великанами и Мародёрами, а также с силами Хелы и Таноса. Их нынешним лидером является Тор.
Они появились в фильмах «Тор», «Тор 2: Царство тьмы», «Тор: Рагнарёк» и «Мстители: Финал».

## Комментарии
1. ↑  Из событий пятого эпизода «Что, если… зомби?!»
2. ↑  События третьего эпизода «Что, если… мир утратил бы своих величайших героев?»